# ARA Presidente Sarmiento
Фрегат «Президент Сармьенто» (исп. ARA Presidente Sarmiento) — корабль-музей в столице Аргентины Буэнос-Айресе. Считается последним столь хорошо сохранившимся тренировочным парусником 1890-х годов.

## История
Фрегат был построен как учебный корабль для Морской академии Военно-морских сил Аргентины и спущен на воду в 1897 году. Назван в честь Доминго Фаустино Сармьенто, президента Аргентины в 1868—1874 годах.
Совершил 37 ежегодных учебных регат, включая 6 кругосветных плаваний. Стал первым аргентинским военным судном, посетившим российский порт — в 1902 году прибыл в Кронштадт, где ему была оказана торжественная встреча. С 1938 года продолжил службу как стационарный учебный корабль.
С 1961 года фрегат преобразован в музей. Поддерживается в оригинальном состоянии. Пришвартован в доках Пуэрто-Мадеро (один из районов Буэнос-Айреса), неподалеку от главного здания министерства обороны Аргентины и президентского дворца «Каса-Росада». Вход платный.

## В культуре и повседневной жизни
- Историю парусника, в течение нескольких поколений служившего школой подготовки моряков, рассказывает аргентинский фильм 1940 года «Fragata Sarmiento»[исп.].
- Парусник изображался на аверсе аргентинской монеты номиналом в 5 песо, выпускавшейся в 1961-1968 годах.[4]

## Галерея

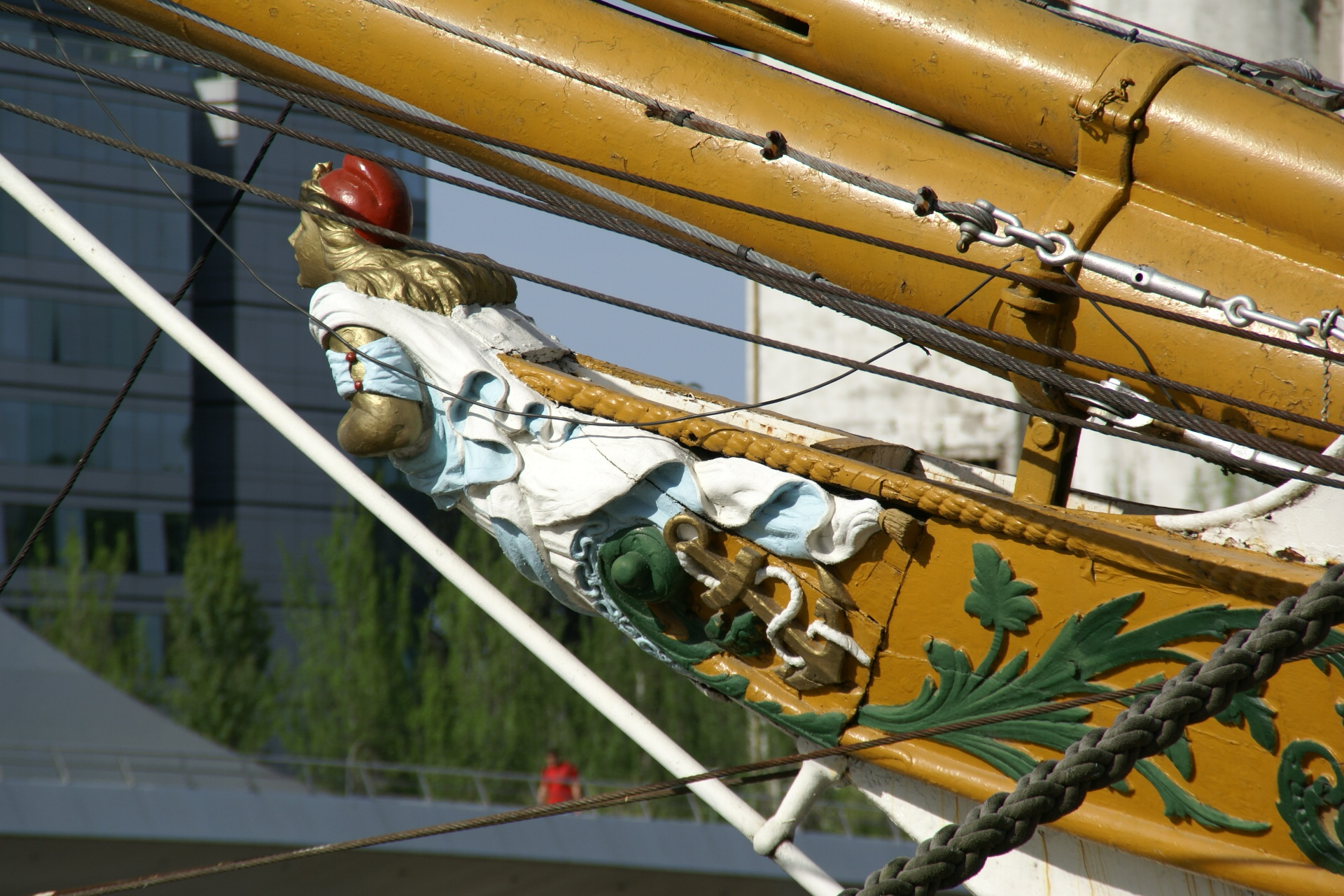
Гальюнная фигура
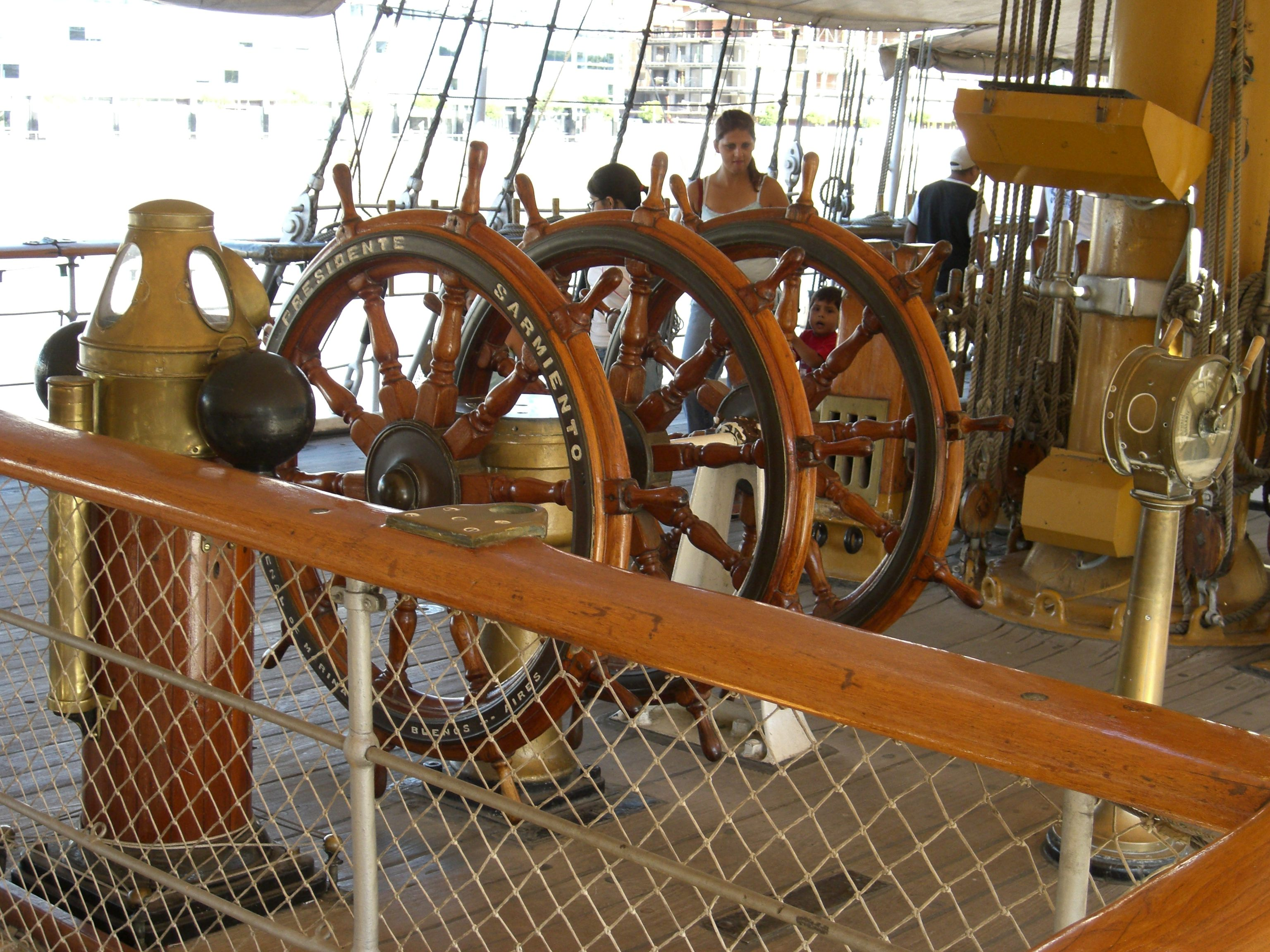
Штурвал

## Исторические фотографии

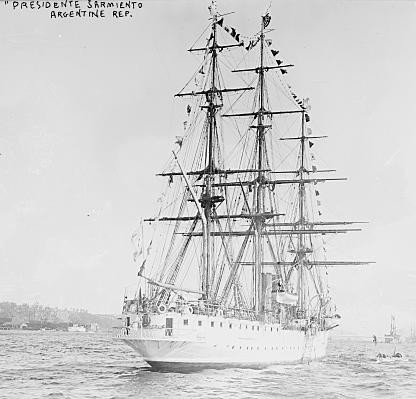
Фрегат «Президент Сармьенто» (1909)
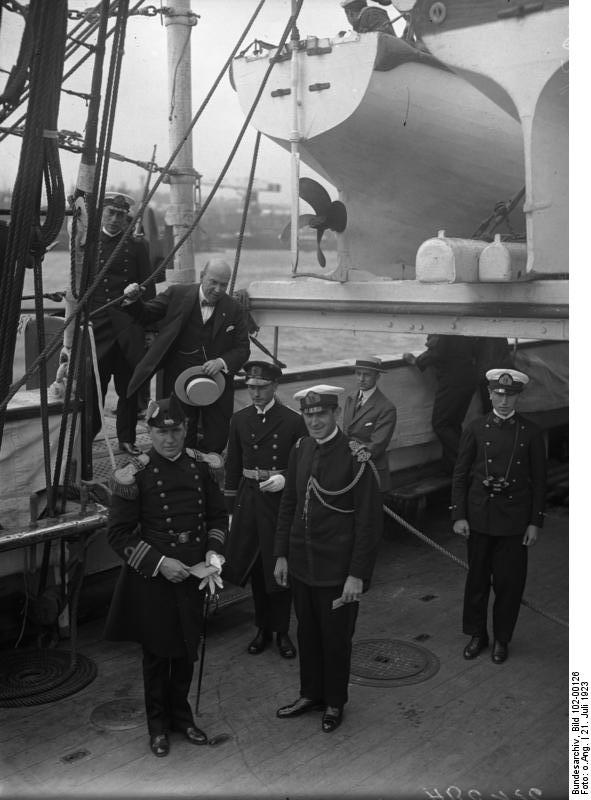
Командир и офицеры корабля во время визита в Гамбург (1923)
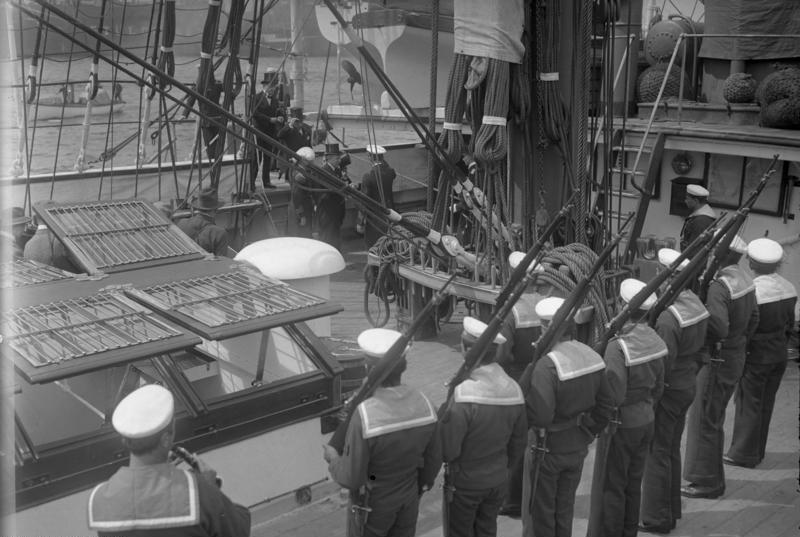
Экипаж приветствует гостей во время визита в Бремерхафен (1931)